# Гофье, Луи
Луи Гофье (фр. Louis Gauffier; 1762, Пуатье — 1801, Ливорно) — французский художник.

## Биография
Уроженец Пуатье. Обучался живописи в Париже у художника Юга Тараваля, в 1779 году выиграл Римскую премию. По условиям премии, уехал в Италию за казённый счёт и остался там навсегда, не считая краткого визита в Париж в 1789 году.
В марте 1790 года Гофье женился на своей ученице Полине Шатильон, которая сама в дальнейшем стала известной художницей. У пары было двое детей, в том числе будущая итальянская художница-миниатюристка Фаустина Мальфатти (1792-1837). 
В Италии Гофье первые десять с лишним лет проживал в Риме, но народные волнения жителей Вечного города, последовавшие за казнью Людовика XVI, вынудили его бежать с женой во Флоренцию. Тем не менее, в Италии Гофье работал вполне успешно, писал пейзажи, религиозные и мифологические сцены, портреты молодых английских аристократов, совершающих гранд-тур, которые в дальнейшем, по мере наступления французских революционных войск на Италию,  сменились портретами французских офицеров.
В 1801 году жена художника, Полине Гофье, умерла от болезни. Художник, не сумевший справится с горем, последовал за ней всего два месяца спустя. Их дети остались сиротами.

## Галерея

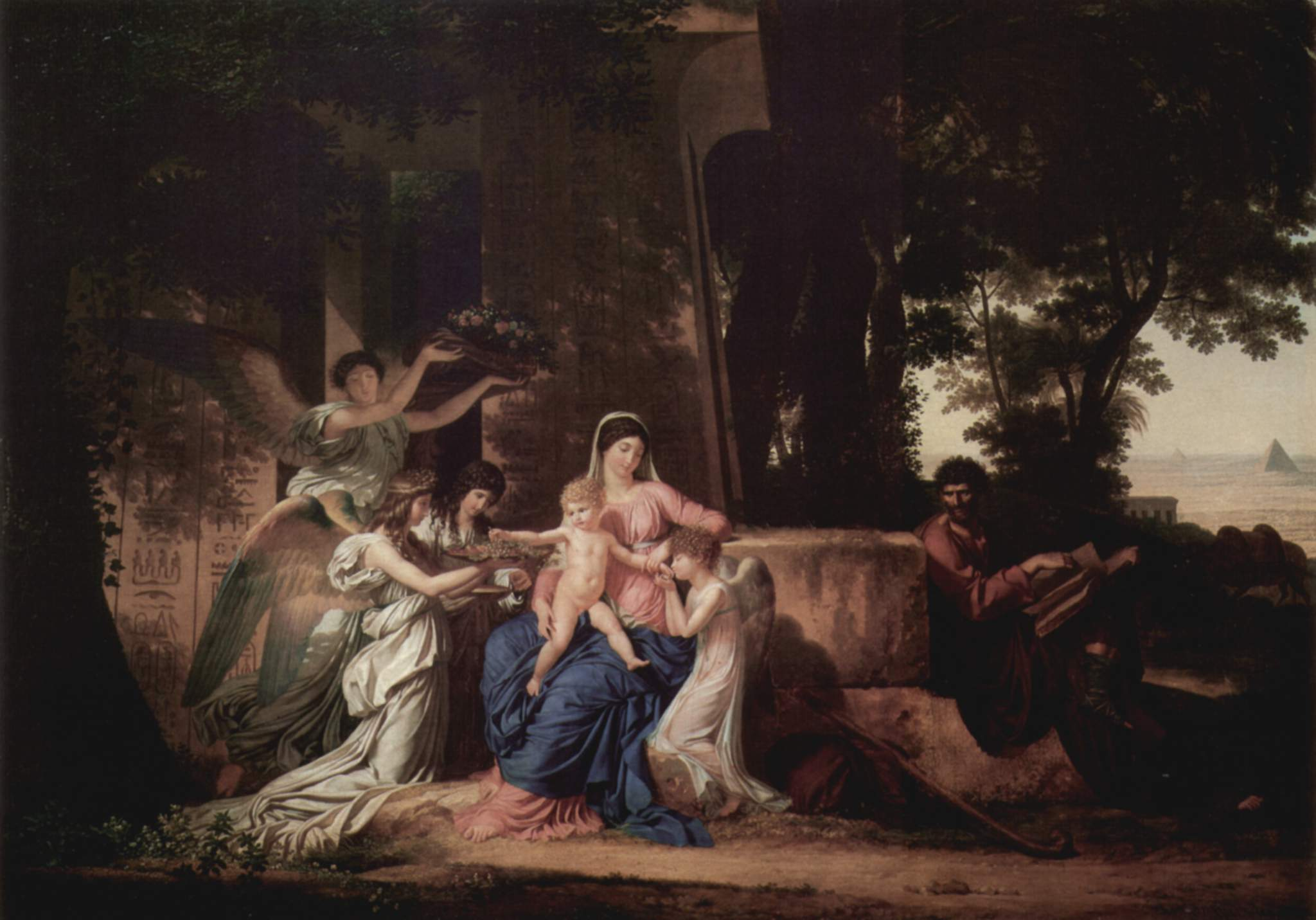
Отдых на пути в Египет, 1792, Пуатье, Музей Сент-Круа.
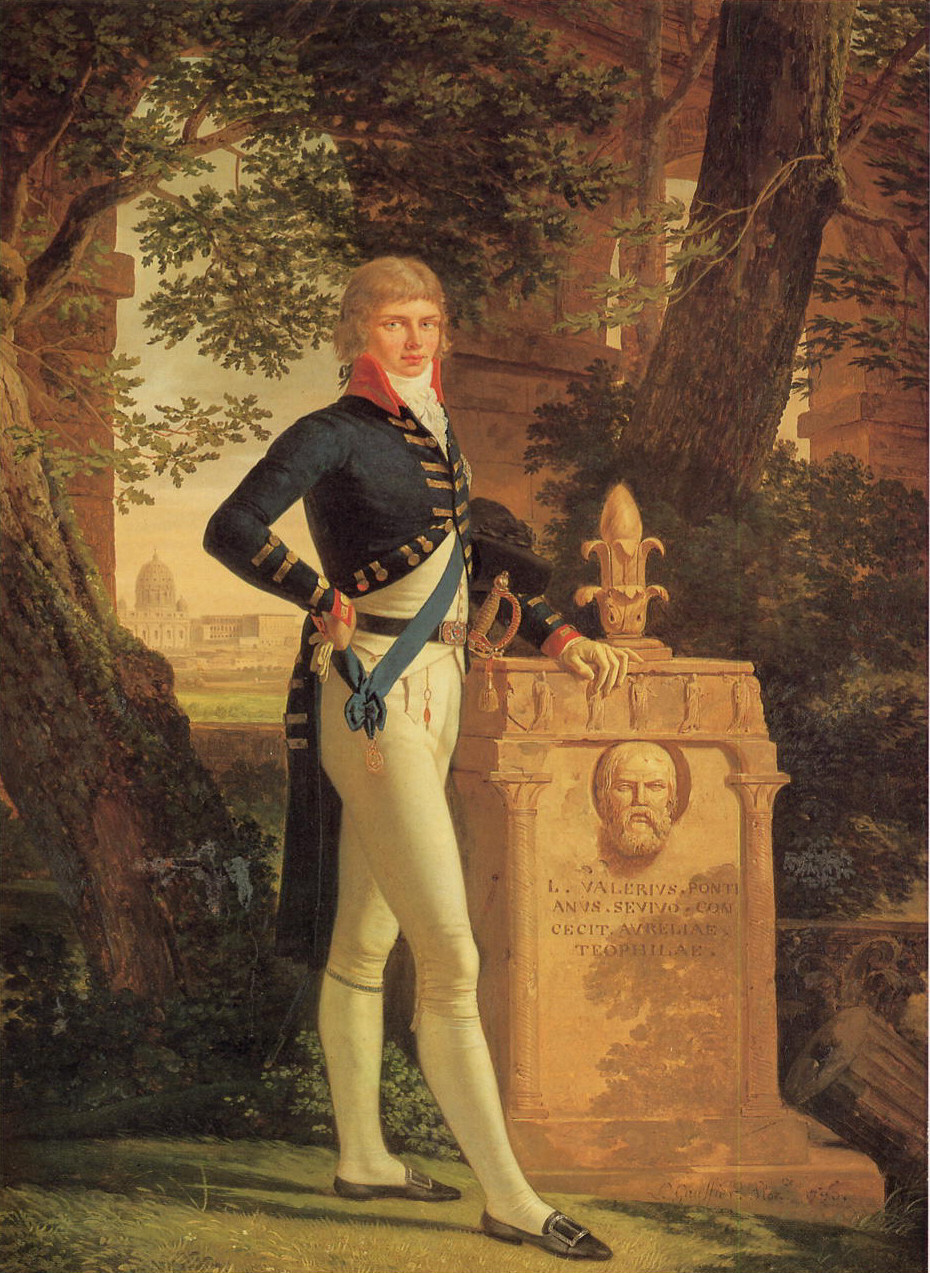
Портрет принца Августа Фридерика, герцога Сассекского, 1793, Картинная галерея, Карлсруэ.
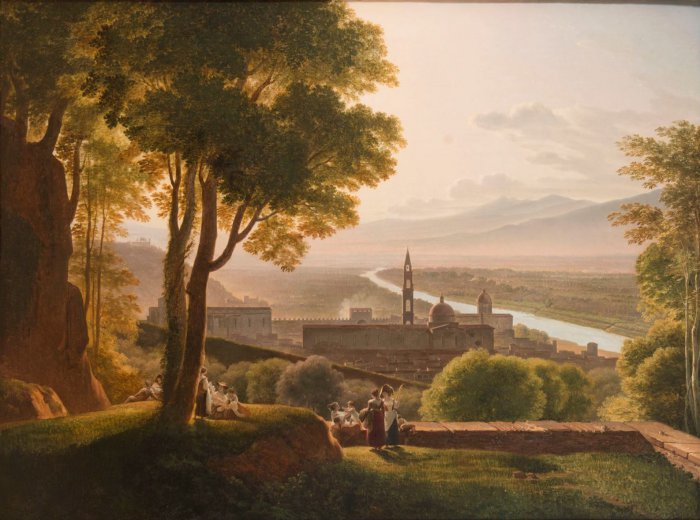
Вид на долину реки Арно во Флоренции, 1795.
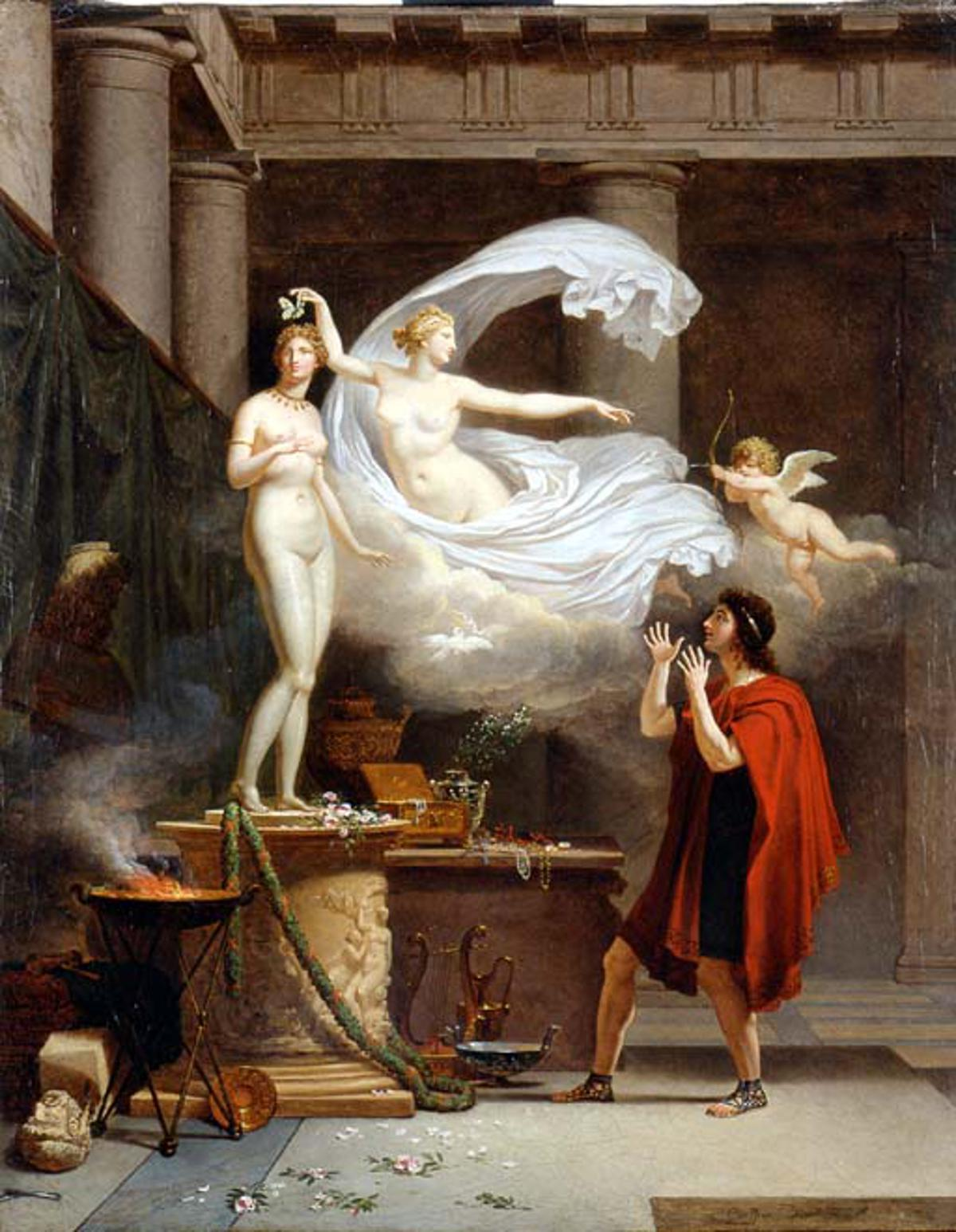
Пигмалион и Галатея, 1797, Картинная галерея, Манчестер.
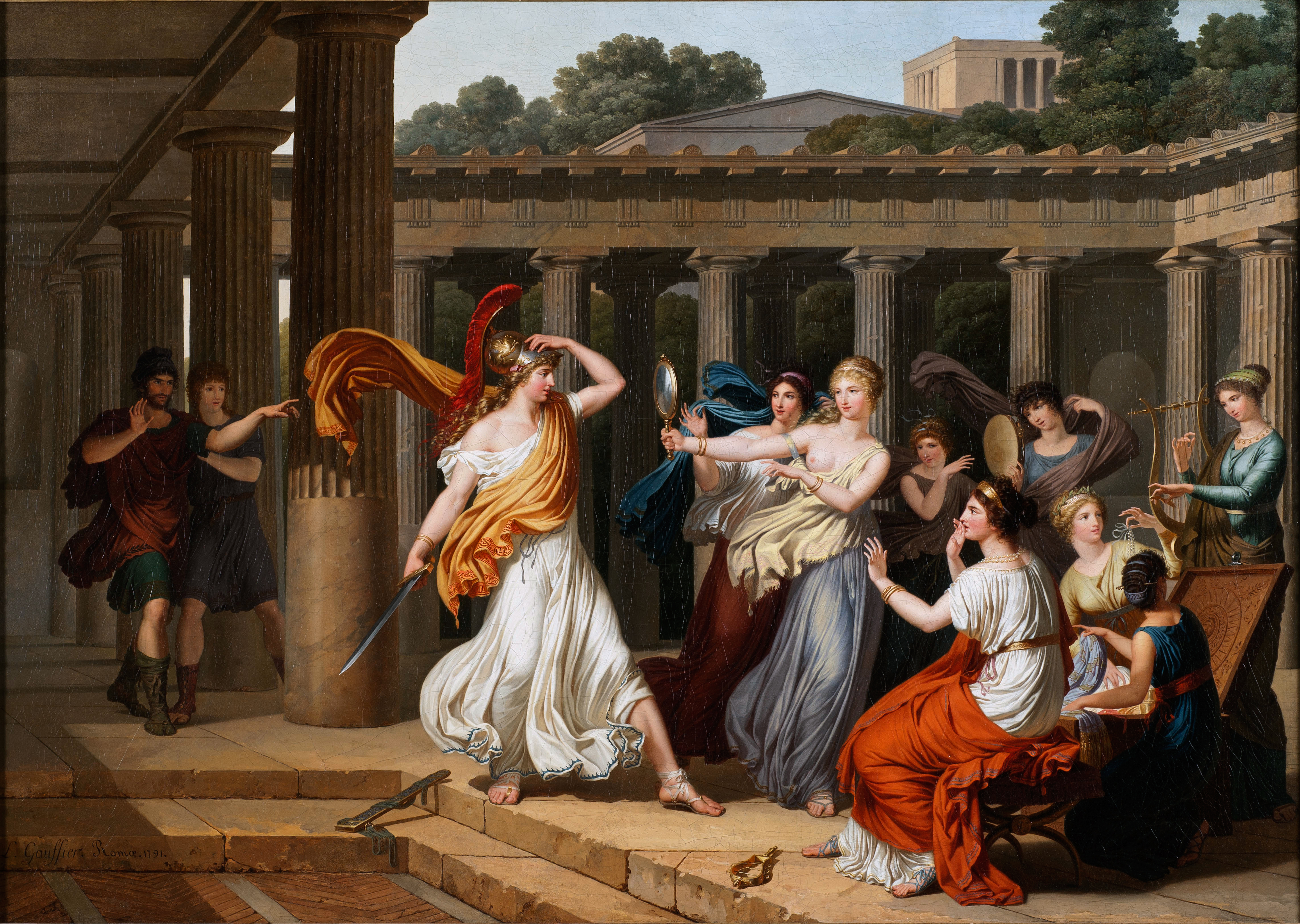
Одиссей узнает Ахиллеса среди дочерей Ликомеда, 1791, Национальный музей Швеции, Стокгольм.
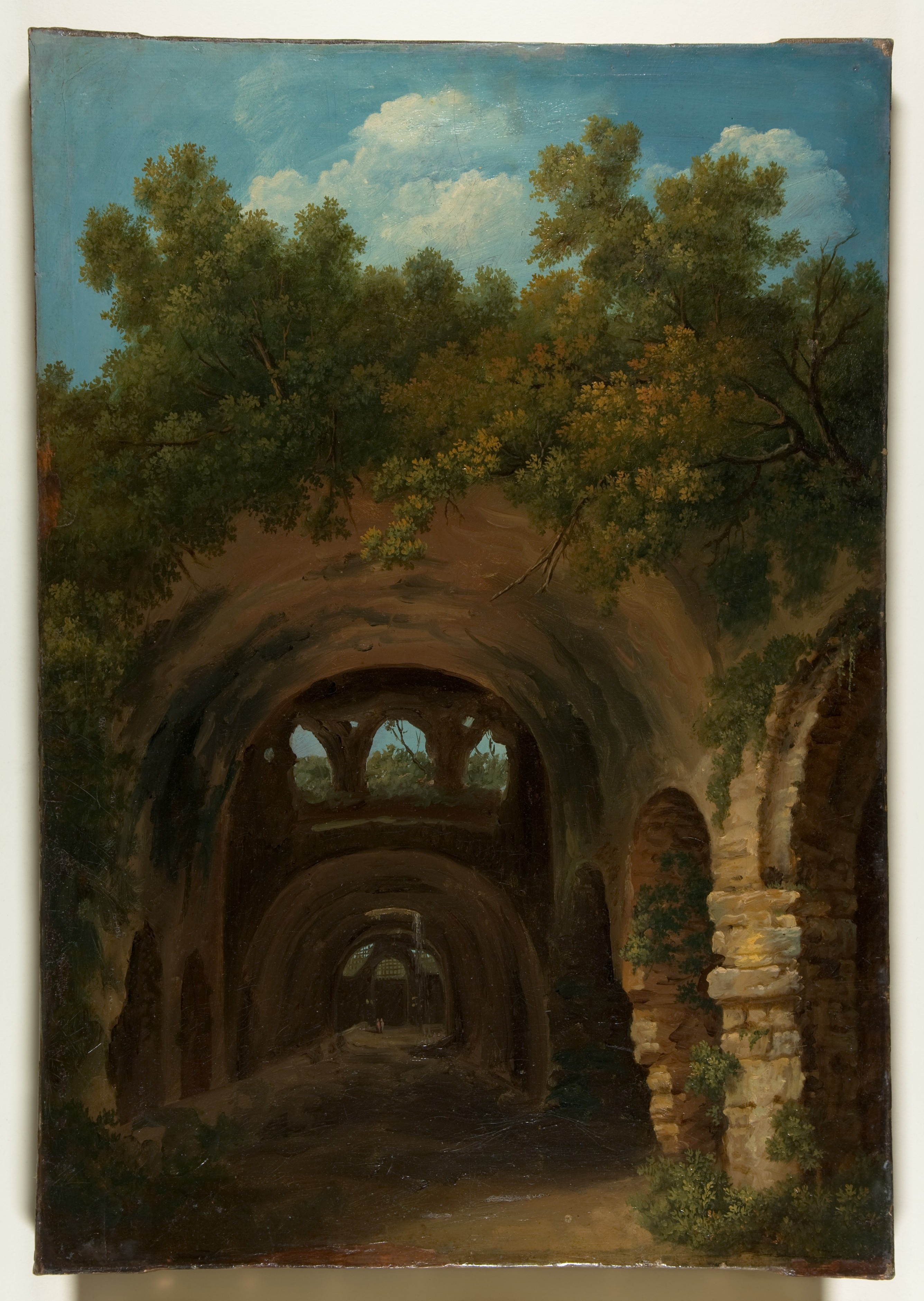
Римские руины, Метрополитен-музей, Нью-Йорк.
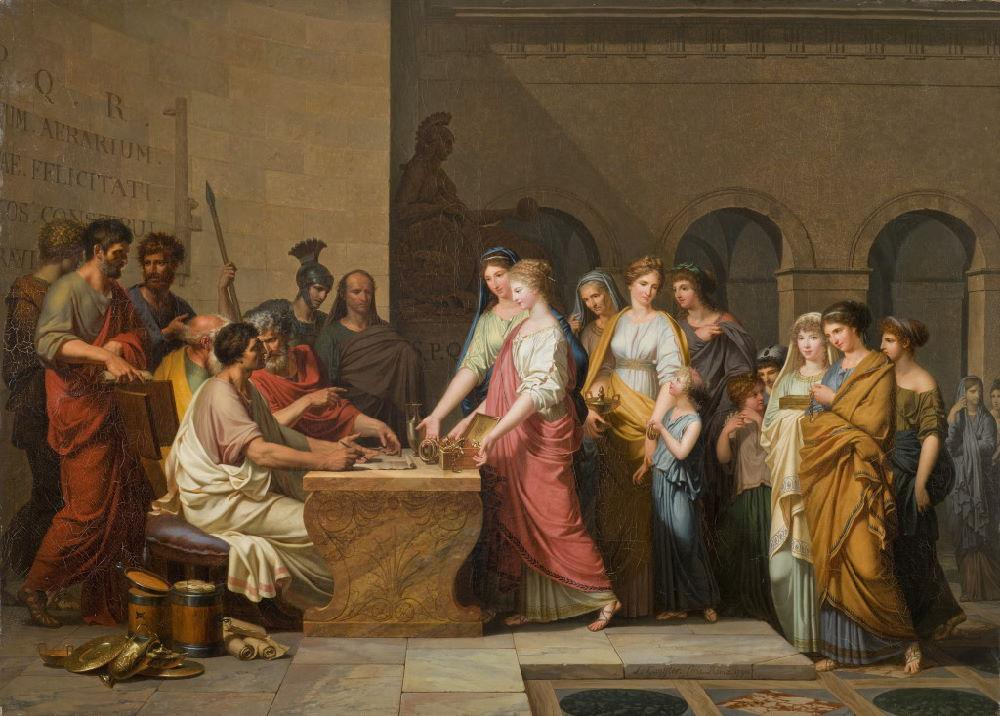
Римлянки, жертвующие свои украшения на алтарь отечества.
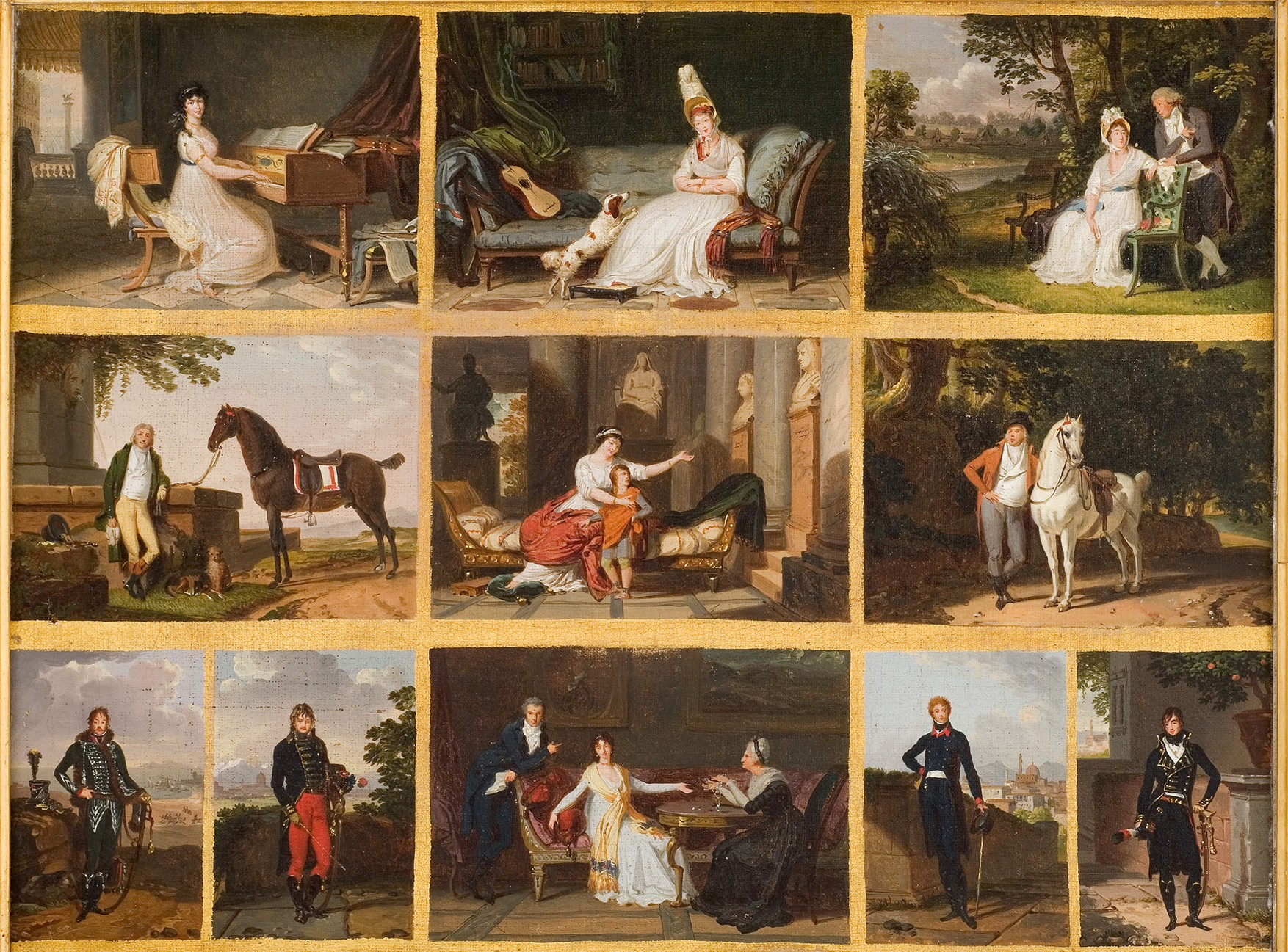
11 эскизов портретов работы Гофье на одном холсте, Монпелье, музей Фабра.
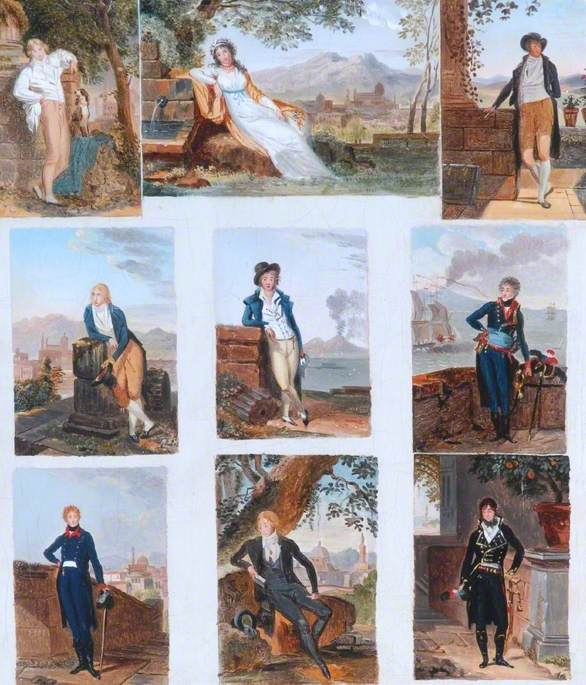
Девять эскизов портретов работы Гофье, Музей Боуз, графство Дарем, Англия.
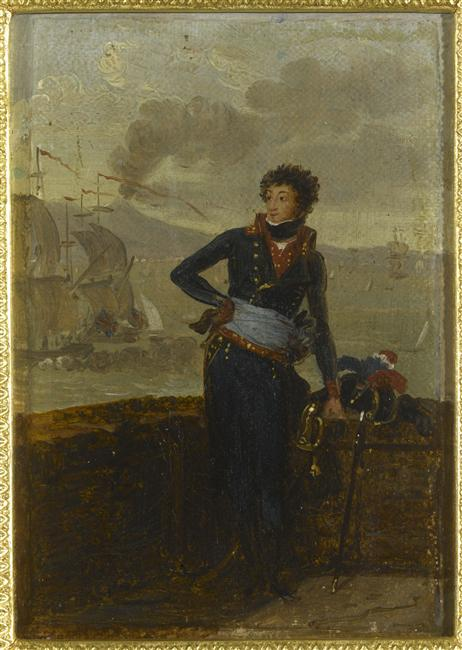
Портрет генерала Леопольда Бертье, Версаль.
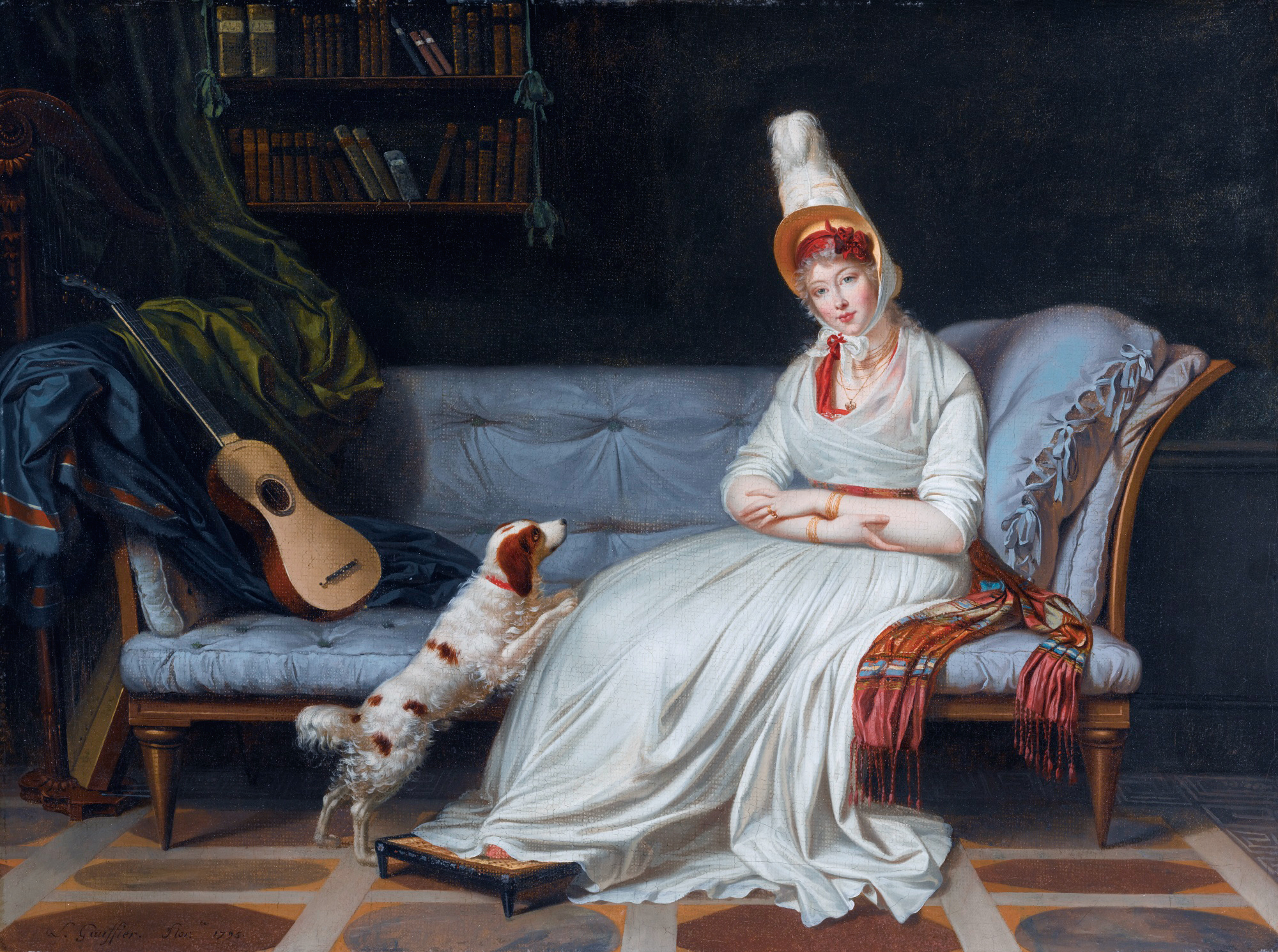
Портрет леди Элизабет Вебстер, в дальнейшем леди Холланд (англ.), с собачкой, 1795, частное собрание.
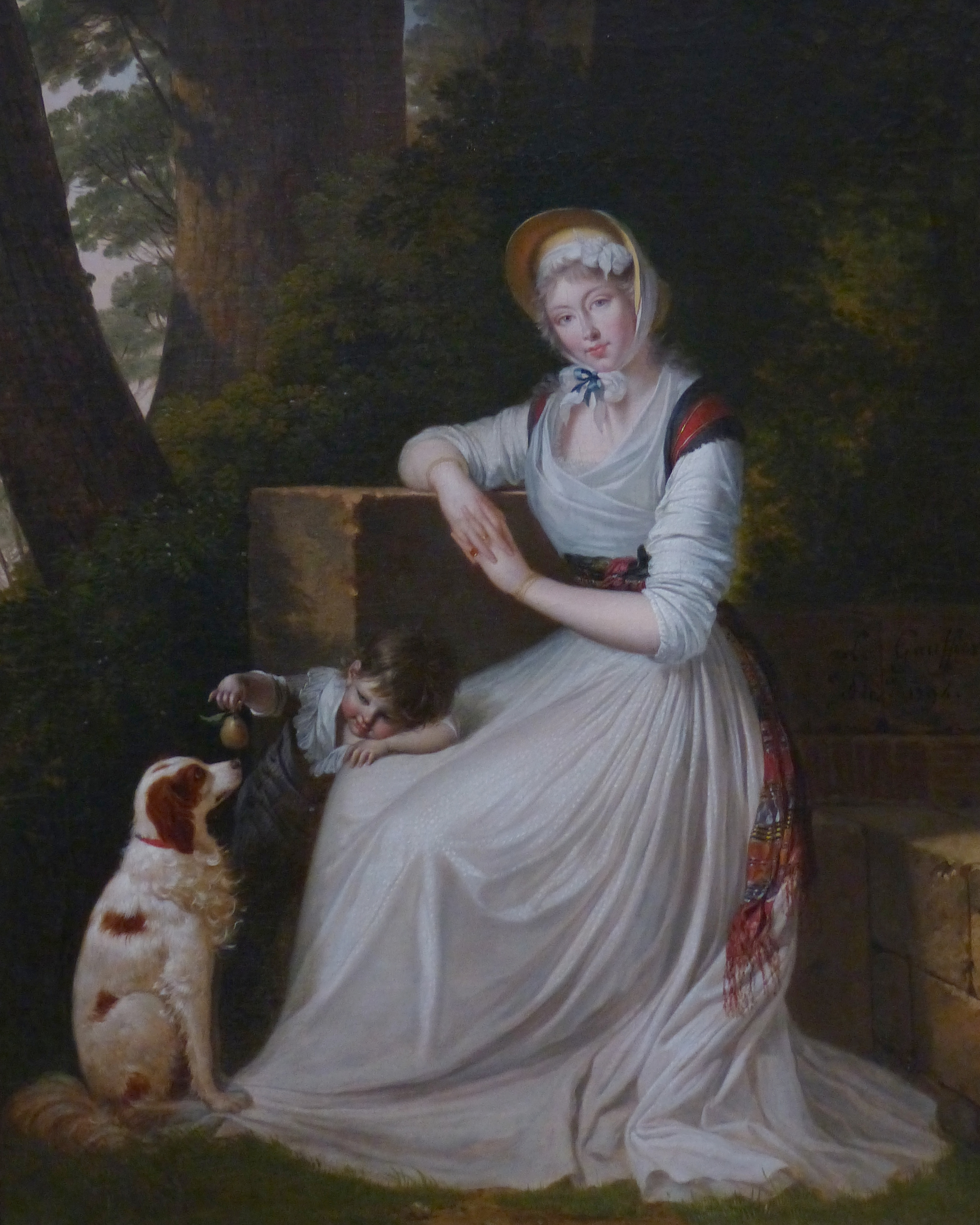
Леди Элизабет Вебстер, в дальнейшем баронесса Холланд, с сыном и собачкой, 1794, Музей Фабра, Монпелье.
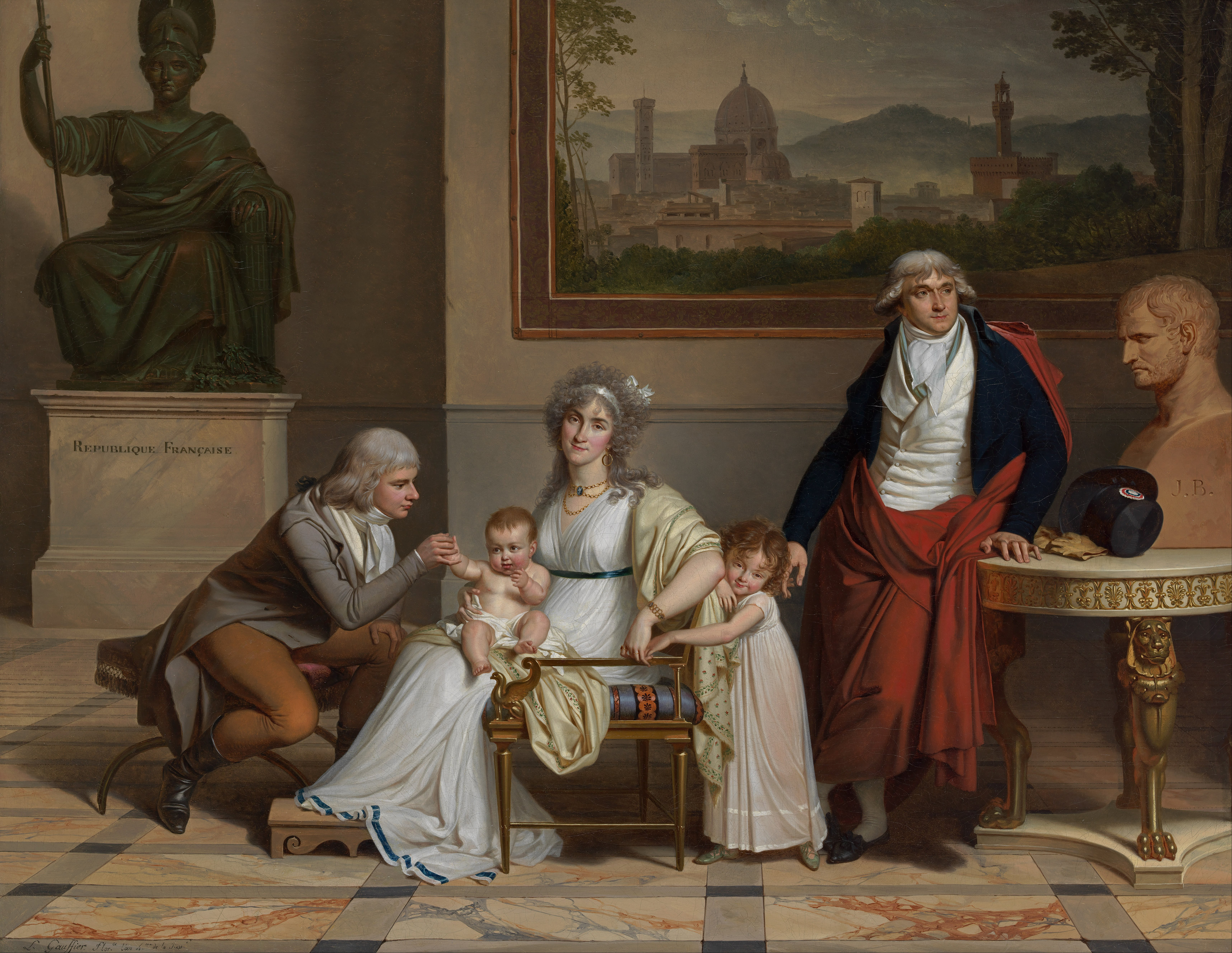
Портрет Андре Франсуа Мио де Мелито, посла Французской республики в Великом герцогстве Тосканском, с семьёй,  1796, Национальная галерея Виктории, Мельбурн.
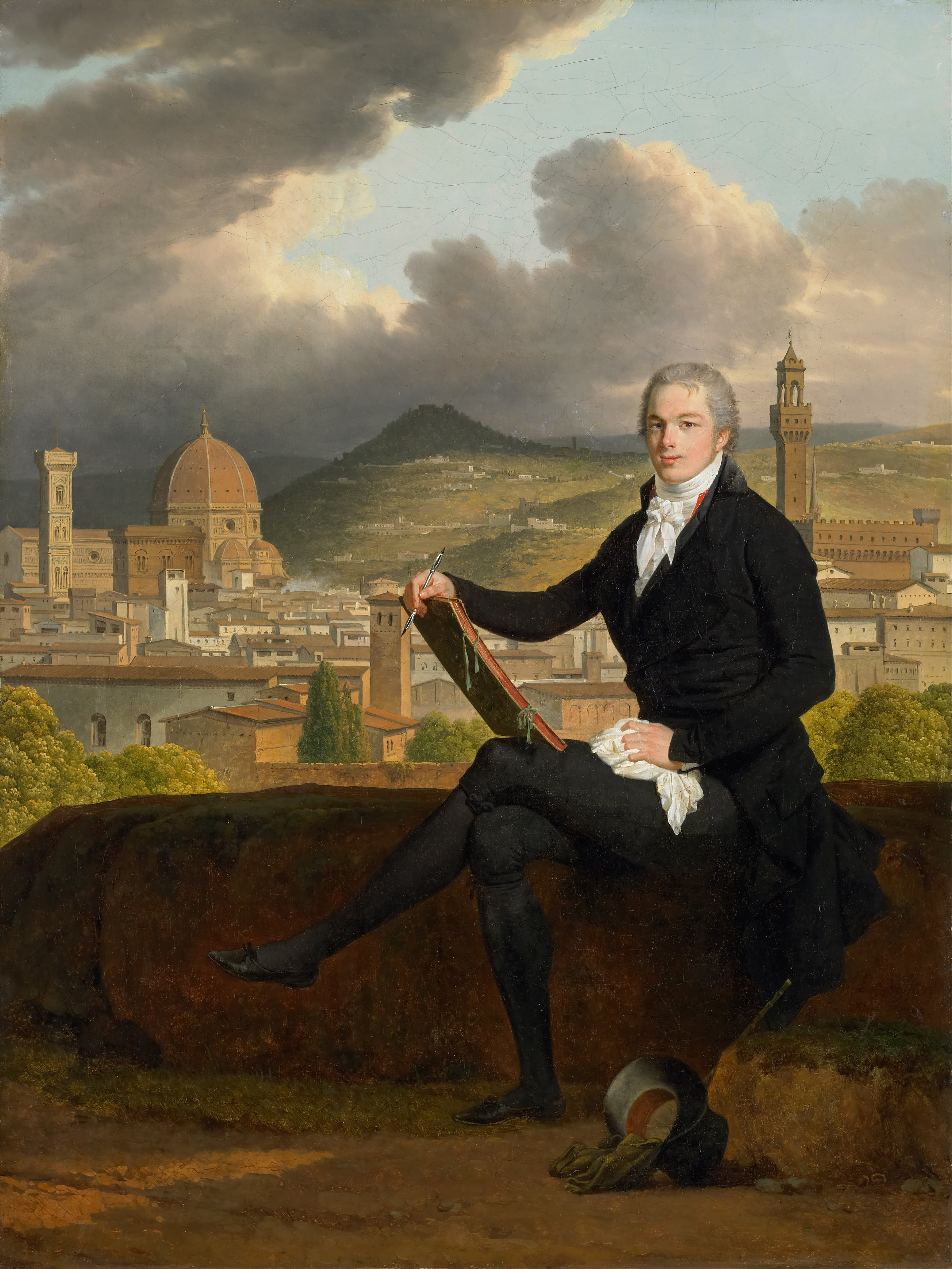
Портрет доктора Томаса Пенроуза (англ.), английского священнослужителя и поэта, на фоне Флоренции, 1798, Миннеаполисский институт искусств, Миннеаполис, Миннесота.